# Violinista (escultura)
El Violinista és una escultura urbana ubicada a la plaça de la Gesta, davant de l'Auditori Príncep Felip, a la ciutat d'Oviedo, Principat d'Astúries, Espanya, és una de les més d'un centenar que adornen els carrers d'aquesta ciuat.
El paisatge urbà d'Oviedo, es veu adornat per obres escultòriques, generalment monuments commemoratius dedicats a personatges d'especial rellevància en un primer moment, i més purament artístiques des de finals del segle xx. L'escultura, feta de bronze, és obra de Mauro Álvarez Fernández, i està datada 1997. L'estàtua està erigida per ser un complement a l'Auditori Príncep Felip, el qual es va construir per millorar les dotacions musicals de la ciutat, homenatjant amb ella a la música, simbolitzada en la figura d'un violinista.